# Gmina Washington (hrabstwo Carroll, Iowa)

Położenie Gminy Washington w hrabstwie Carroll

Gmina Washington (ang. Washington Township) – gmina w USA, w stanie Iowa, w hrabstwie Carroll. Według danych z 2000 roku gmina miała 308 mieszkańców.